# اچ‌ام‌اس پمبروک (۱۷۳۳)
اچ‌ام‌اس پمبروک (۱۷۳۳) (به انگلیسی: HMS Pembroke (1733)) یک کشتی بود که طول آن ۱۴۴ فوت (۴۳٫۹ متر) بود.